# Raak vzw
Raak (tot juni 2024 kwb vzw, Kristelijke WerknemersBeweging) is een Belgische socio-culturele vereniging binnen Beweging.net. In 2018 telde de organisatie zo'n 70.000 leden en een 700-tal lokale afdelingen. De vereniging wordt gedragen door vrijwilligers die activiteiten organiseren voor mannen, vrouwen en gezinnen zoals debatavonden, sport, koken en uitstappen.

## Geschiedenis
Vanuit de vraag naar een aangepast kader van de Katholieke Actie voor volwassen mannen werden in de jaren dertig van de twintigste eeuw de eerste werkliedenbonden opgericht door oud-Kajotters.
Tijdens Tweede Wereldoorlog werd de werking van het Algemeen Christelijk Werknemersverbond (ACW) en het Algemeen Christelijk Vakverbond (ACV) onmogelijk onder het militair Duits bestuur en werden noodgedwongen beperkt tot opleidingen en een socioculturele werking. In januari 1941 vormen ze zich om tot de Kristelijke Werklieden Bond (afgekort 'K.W.B.') en werden overal in Vlaanderen afdelingen opgestart. Na de bevrijding van 1944-45 herstarten het ACW en ACV hun syndicale werking en begon het debat over de toekomst van de KWB-afdelingen die in de oorlog waren uitgebouwd. In 1946 werd de KWB herdoopt tot de Katholieke Werklieden Bond met een eigen statuut onder de koepel van het ACW. De statutaire stichtingsdatum is dus 1946, maar heel wat afdelingen en vrijwilligers beginnen hun ontstaansgeschiedenis in 1941 naar de start van hun eigen afdeling. 
In 1977 werd de naam veranderd in Kristelijke Werknemersbeweging. 
In de lijn van de maatschappelijke seculariseringstendens werd in 2008 de christelijke verwijzing weggelaten en enkel de afkorting kwb gebruikt die met kleine letter wordt geschreven. Sindsdien richt kwb zich niet meer exclusief tot mannelijke werknemers maar tot gezinnen in zijn breedste context. Met het motto 'een bruisende buurt begint hier', wil kwb vooral inzetten op meer sociale cohesie. 
In 2024 koos kwb voor een nieuwe naam: Raak. Daarmee verwijst de organisatie naar verbinding, een thema dat centraal staat in haar missie en visie. Raak gaat niet op zoek naar breukvlakken, maar naar Raakpunten.

## Voorzitters
| Periode      | Voorzitter       |
| ------------ | ---------------- |
| 1946 - 1954  | Bert Drees       |
| 1954 - 1960  | August Cantrijn  |
| 1960 - 1966  | Robert De Gendt  |
| 1966 - 1974  | Luc Vos          |
| 1974 - 1977  | André Harinck    |
| 1977 - 1978  | Walter Persoons  |
| 1978 - 1985  | Jef Foubert      |
| 1985 - 1989  | John Verbraeken  |
| 1989 - 1996  | Herman Raus      |
| 1996 - 2001  | Peter Warson     |
| 2001 - 2009  | Koen Steel       |
| 2009 - 2015  | Koenraad Coppens |
| 2015 - 2021  | Wim Verlinde     |
| 2021 - heden | Jo De Smet       |